# Aleiodes nigricosta
Aleiodes nigricosta är en stekelart som först beskrevs av Günther Enderlein 1920.  Aleiodes nigricosta ingår i släktet Aleiodes och familjen bracksteklar. Inga underarter finns listade i Catalogue of Life.